# Eriocaulon texense
Eriocaulon texense är en gräsväxtart som beskrevs av Friedrich August Körnicke. Eriocaulon texense ingår i släktet Eriocaulon och familjen Eriocaulaceae. Inga underarter finns listade i Catalogue of Life.